# Bollwerk (Bern)

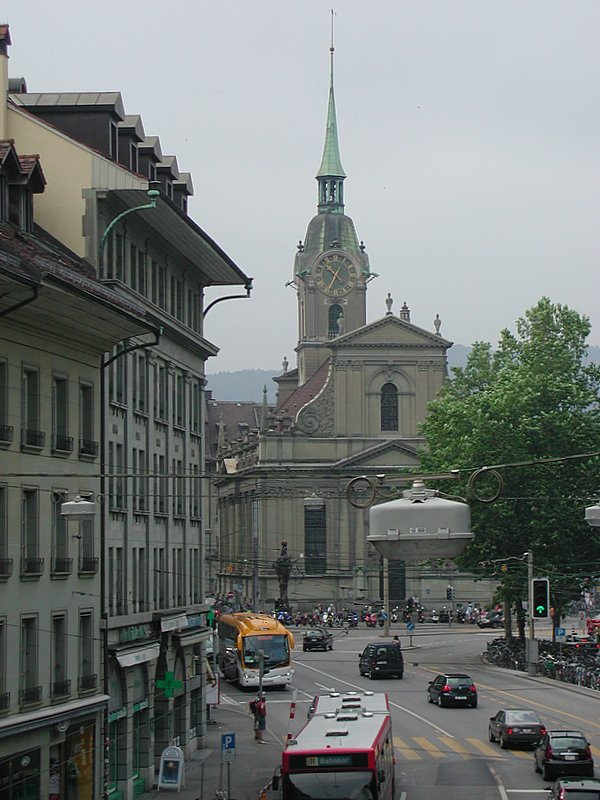
Sicht von der Überführung auf das Bollwerk und die Heiliggeistkirche

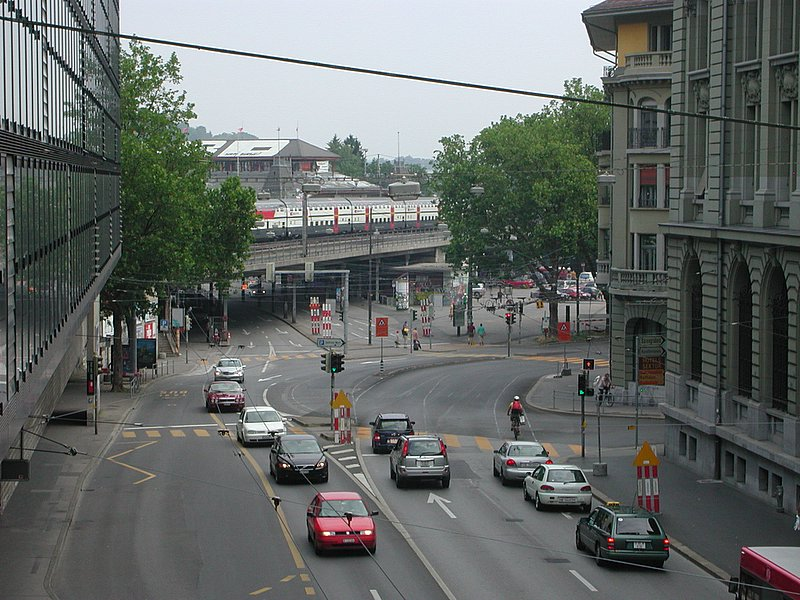
Sicht von der Überführung auf das Bollwerk

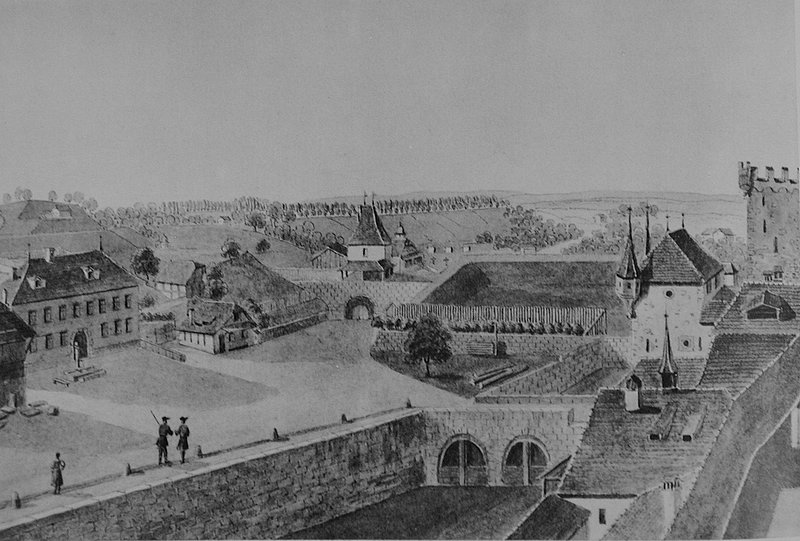
Am Bollwerk, um 1720

Das Bollwerk ist eine in der Stadt Bern (Schweiz) gelegene Strasse.

## Lage
Das Bollwerk befindet sich in der unmittelbaren Nähe des Bahnhofs. Die Strasse mündet im Nordwesten in die Neubrückstrasse und die Schützenmattstrasse, im Norden in die Lorrainebrücke, im Nordosten in die Hodlerstrasse und in die Speichergasse, im Osten in die Aarbergergasse und in die Neuengasse und im Süden auf den Bubenbergplatz und den Bahnhofplatz.

## Geschichte
Mit dem Bau der Grossen Schanze in der ersten Hälfte des Dreissigjährigen Krieges entstand über der äusseren Mauer des Stadtgrabens vor der 4. Stadtbefestigung eine Strasse, die vom heutigen Burgerspital bis zum Aarbergertor reichte. Zu Beginn des 19. Jahrhunderts hiess sie Kleine Zeughaus- oder Bollwerkstrasse. Oft fasste man sie aber mit der heutigen Genfergasse zusammen und nannte das Ganze Bollwerk.
Nach der Schleifung der vierten Stadtbefestigung in den 1830er Jahren hiess die an der Spitalgasse beginnende Strasse Äusseres Bollwerk. Von 1835 bis 1840 entstanden die Häuser an ihrer Ostseite, von 1856 bis 1861 jene an ihrer Westseite. 1895 wurde zwischen Neuen- und Aarbergergasse das Trottoir asphaltiert. 1903 erhielt das Innere Bollwerk seinen bis heute gebräuchlichen Namen Genfergasse. Der Name des Äusseren Bollwerks wurde in der Folge auf die Bezeichnung Bollwerk abgekürzt.
Zu den früheren Gebäuden am Bollwerk gehörte das Schallenhaus, das erste Gefängnis der Schweiz.

## Frühere Namen der Strasse
- Zu Beginn des 19. Jahrhunderts: Kleine Zeughaus- oder Bollwerkstrasse
- Seit den 1830er Jahren bis ca. 1903: Äusseres Bollwerk
- Seit ca. 1903: Bollwerk